# 答答呵兒
答答呵儿，元朝将领，蒙古脱脱忒（塔塔儿）氏，孛兒速之子。
答答呵儿随从征伐孛可有功，由宿卫升为武德将军，揭只揭烈温千户所达鲁花赤。后来跟随忽必烈攻打乃颜、也不干等，奮戈擊死數人，活捉也不干，收其所管钦察民众。元武宗海山时，为怀远大将军、元帅。之后去世。